# Propilidium tasmanicum
Propilidium tasmanicum is een slakkensoort uit de familie van de Lepetidae. De wetenschappelijke naam van de soort is voor het eerst geldig gepubliceerd in 1895 door Pilsbry.